# Municipio (España)
En España, un municipio es, según la Ley reguladora de las Bases del Régimen Local, la entidad local básica de la organización territorial del Estado. La misma ley indica que el municipio tiene personalidad jurídica y plena capacidad para el cumplimiento de sus fines y que sus elementos son el territorio, la población y la organización.
La Constitución recoge en su artículo 137:

El Estado se organiza territorialmente en municipios, en provincias y en las Comunidades Autónomas que se constituyan.

Los municipios del Principado de Asturias reciben oficialmente la denominación tradicional de concejos.
En España existe un total de 8132 municipios. De ellos, el 49,1 % tiene menos de 500 habitantes, el 41,5 % tiene entre 500 y 10 000 habitantes, el 8,6 % tiene entre 10 000 y 100 000 habitantes y, por último, 65 municipios (menos del 0,8 % del total) tienen más de 100 000 habitantes.

## Órganos de gobierno
Ayuntamiento
El órgano de gobierno y administración de los municipios es el ayuntamiento salvo para los regidos por el sistema de concejo abierto. El ayuntamiento está formado por:
- Alcalde;
- Teniente de alcalde;
- Pleno;
- Junta de Gobierno Local (requiere una población superior a los 5000 habitantes o que lo estipule su Reglamento Orgánico o lo decida el Pleno);
- Comisión Especial de Sugerencias y Reclamaciones (municipios de Gran Población[2] o lo estipule su Reglamento Orgánico o lo decida la mayoría absoluta del Pleno);
- Comisión Especial de Cuentas;
- otros órganos del tipo de estudio, informe y consulta que:
  - quiera establecer su legislación autonómica;
  - quieran establecer los propios municipios.

## Elecciones municipales
De acuerdo al número de habitantes, los concejales por municipio serán:
| Hasta 100           | 3   |
| De 101 a 250        | 5   |
| De 251 a 1000       | 7   |
| De 1001 a 2000      | 9   |
| De 2001 a 5000      | 11  |
| De 5001 a 10 000    | 13  |
| De 10 001 a 20 000  | 17  |
| De 20 001 a 50 000  | 21  |
| De 50 001 a 100 000 | 25  |
| Más de 100 000      | (*) |

(*) Se contarán 25 concejales por los primeros 100 000 habitantes y dos más por cada 200 000 habitantes.
Las elecciones municipales se celebran el cuarto domingo de mayo cada cuatro años.
Los ciudadanos de alguno de los países de la Unión Europea empadronados en España tendrán derecho al sufragio activo y pasivo, de acuerdo con las leyes que se han establecido para cumplir la directiva europea 94/80/CE del Consejo.
Los inmigrantes con ciudadanía de una quincena de países extracomunitarios (Argentina, Bolivia, Brasil, Burkina Faso, Cabo Verde, Chile, Colombia, Corea del Sur, Ecuador, Islandia, Nueva Zelanda, Paraguay, Perú, Trinidad y Tobago,  Uruguay, Venezuela) tienen derecho al sufragio activo en virtud de acuerdos de reciprocidad.[cita requerida]

## Creación y supresión de los municipios
Cada municipio solo podrá pertenecer a una sola provincia. Para crear o suprimir estos o modificar los términos municipales habrá que regirse por la legislación de las comunidades autónomas sobre régimen local. En ningún caso la modificación de términos municipales podrá suponer la modificación de los límites provinciales.
Requerirán en todo caso, audiencia de los municipios interesados y dictamen del Consejo de Estado o del órgano equivalente de la comunidad autónoma. La petición se dará a conocer a la Administración General del Estado (AGE).
La creación de nuevos municipios solo podrá realizarse sobre la base de núcleos de población territorialmente diferenciados. Los municipios resultantes deberán contar con recursos suficientes y no podrá suponer una merma en la calidad de los servicios prestados.
El Estado y las comunidades autónomas podrán fomentar la fusión de municipios con la finalidad de mejorar su gestión.